# Beste Partij
De Beste Partij (IJslands: Besti flokkurinn) was een IJslandse politieke partij. In 2010 deed de partij mee aan de verkiezingen voor de gemeenteraad van Reykjavik. Hierbij wonnen ze 34,7% van de stemmen en werden de grootste. Door deze uitslag mochten ze de burgemeester van Reykjavik leveren: dit werd de oprichter van de partij Jón Gnarr Kristinsson, die van 2010 tot 2014 deze functie uitoefende.
Niet iedereen in IJsland nam de Beste Partij serieus. Jón Gnarr is een bekende acteur, muzikant, komiek en anarchist. Het succes van de partij valt volgens velen te verklaren door de slechte economische situatie waarin het land verkeerde. Ook was het voor velen een stem tegen het establishment, dat het in IJsland al lang voor het zeggen heeft.
Doordat de partij enkele maanden na de landelijke verkiezingen werd opgericht maakte zij nog geen deel uit van het Alding (het IJslands parlement), maar in 2012 ging de Beste Partij samen met de onafhankelijke parlementariër Guðmundur Steingrímsson. De daaruit voortgekomen partij Heldere Toekomst (Björt framtíð) kreeg 6 zetels bij de verkiezingen van 2013 (in 2016 geslonken naar 4). 